# Epigynopteryx commixta
Epigynopteryx commixta là một loài bướm đêm trong họ Geometridae.